# CAF Women's Champions League
La CAF Women's Champions League (in francese Ligue des Champions Féminine de la CAF) è una competizione calcistica per squadre femminile africane, controparte femminile della CAF Champions League. Il torneo è organizzato dalla CAF e coinvolge le squadre vincitrici dei campionati nazionali africani.

## Storia
Il 30 giugno 2020 l'Assemblea Esecutiva della CAF ha approvato la creazione della CAF Women's Champions League, che ha preso il via nel 2021.

## Formato
Il format della prima edizione vede due gironi da quattro squadre, disputati in un unico paese, composti dalle squadre campioni di ciascuna delle sei zone CAF alle quali si uniranno una formazione proveniente dal paese ospitante e una squadra aggregata su invito.

## Albo d'oro
| Stagione | Vincitrice (numero vittorie) | Finalista perdente | Risultato | Sede della finale                     | Spettatori |
| -------- | ---------------------------- | ------------------ | --------- | ------------------------------------- | ---------- |
| 2021     | Mamelodi Sundowns            | Hasaacas Ladies    | 2 - 0     | Stadio del 30 giugno, Il Cairo        | 0          |
| 2022     | FAR Rabat                    | Mamelodi Sundowns  | 4 - 0     | Stadio Moulay Abdallah, Rabat         | 15 000     |
| 2023     | Mamelodi Sundowns (2)        | SC Casablanca      | 3 - 0     | Stadio Amadou Gon Coulibaly, Korhogo  | 20 000     |
| 2024     | TP Mazembe                   | FAR Rabat          | 1 - 0     | Stadio Ben M'Hamed El Abdi, El Jadida | 15 000     |
| 2025     |                              |                    |           |                                       |            |

## Statistiche

### Titoli per squadra
| Squadra           | Vinte | Perse | Totali | Edizioni vinte | Edizioni perse |
| ----------------- | ----- | ----- | ------ | -------------- | -------------- |
| Mamelodi Sundowns | 2     | 1     | 2      | 2021, 2023     | 2022           |
| FAR Rabat         | 1     | 0     | 1      | 2022           | 2024           |
| TP Mazembe        | 1     | 0     | 0      | 2024           | -              |
| Hasaacas Ladies   | 0     | 1     | 1      | -              | 2021           |
| SC Casablanca     | 0     | 1     | 1      | -              | 2023           |

### Titoli per nazione
| Squadra      | Vinte | Perse | Totali | Edizioni vinte | Edizioni perse |
| ------------ | ----- | ----- | ------ | -------------- | -------------- |
| Sudafrica    | 2     | 1     | 3      | 2021, 2023     | 2022           |
| Marocco      | 1     | 2     | 3      | 2022           | 2023, 2024     |
| RD del Congo | 1     | 0     | 1      | 2024           | -              |
| Ghana        | 0     | 1     | 1      | -              | 2021           |